# 연방방위군야전엽병사령부
연방방위군야전엽병사령부(聯邦防衛軍野戰獵兵司令部, 독일어: Kommando Feldjäger der Bundeswehr; KdoFJgBw)는 독일 하노버에 소재한 독일 연방방위군 전력기반군 소속 여단급 사령부다. 독일 연방방위군의 야전엽병(군사경찰) 관련 임무를 총괄한다. 2013년 2월 20일 설치되었다. 연방방위군야전엽병사령관(Kommandeur und Feldjägerführer Bundeswehr)에는 준장이 보임하며, 연방방위군의 군사경찰 관련 업무에 대한 총괄 자문역을 맡는다. 병과 상징으로는 흑수리 훈장을 사용하고 있다.

## 역대 사령관
1. 준장 우도 슈니트커: 2013년 2월 20일 ~ 2019년 6월 12일
2. 대령 Ulf Häussler: 2019년 6월 12일 ~ 임기중

## 산하 부대
- 제1야전엽병연대(Feldjägerregiment 1): 주둔지 베를린
  - 제1중대(1./FJgRgt 1): 주둔지 베를린 (참모지원중대)
  - 제2중대(2./FJgRgt 1): 주둔지 베를린 (연방방위부 업무사령부)
  - 제3중대(3./FJgRgt 1): 주둔지 베를린
  - 제4중대(4./FJgRgt 1): 주둔지 킬
  - 제5중대(5./FJgRgt 1): 주둔지 노이브란덴부르크
  - 제6중대(6./FJgRgt 1): 주둔지 함부르크
  - 제7중대(7./FJgRgt 1): 주둔지 슈토르코프
  - 제8중대(8./FJgRgt 1): 주둔지 부르크
  - 제9중대(9./FJgRgt 1): 주둔지 라이프치히
- 제2야전엽병연대(Feldjägerregiment 2): 주둔지 힐덴
  - 제1중대(1./FJgRgt 2): 주둔지 힐덴
  - 제2중대(2./FJgRgt 2): 주둔지 문스터
  - 제3중대(3./FJgRgt 2): 주둔지 하노버
  - 제4중대(4./FJgRgt 2): 주둔지 빌헬름스하펜
  - 제5중대(5./FJgRgt 2): 주둔지 아우구스트도르프
  - 제6중대(6./FJgRgt 2): 주둔지 본
  - 제7중대(7./FJgRgt 2): 주둔지 힐덴
  - 제8중대(8./FJgRgt 2): 주둔지 마인츠
  - 제9중대(9./FJgRgt 2): 주둔지 프리트츨라어
- 제3야전엽병연대(Feldjägerregiment 3): 주둔지 뮌헨
  - 제1중대(1./FJgRgt 3): 주둔지 뮌헨
  - 제2중대(2./FJgRgt 3): 주둔지 슈테텐암칼텐마르크트
  - 제3중대(3./FJgRgt 3): 주둔지 뮌헨
  - 제4중대(4./FJgRgt 3): 주둔지 에르푸르트
  - 제5중대(5./FJgRgt 3): 주둔지 파이트쇤히하임
  - 제6중대(6./FJgRgt 3): 주둔지 브루흐잘
  - 제7중대(7./FJgRgt 3): 주둔지 울름
  - 제8중대(8./FJgRgt 3): 주둔지 로딩
  - 제9중대(9./FJgRgt 3): 주둔지 로트
- 연방방위군야전엽병참모업무학교(Schule für Feldjäger und Stabsdienst der Bundeswehr): 주둔지 하노버